# Batman: la serie animada
Batman: la serie animada (en inglés: Batman: The Animated Series) es una serie de televisión animada estadounidense. La aclamada serie es una adaptación del cómic protagonizado por el superhéroe de DC Comics Batman. Fue desarrollada por Bruce Timm y Eric Radomski, producida por Warner Bros. Animation y transmitida originalmente por la cadena Fox Kids del 4 de agosto de 1992 al 22 de diciembre de 1995 con un total de 85 episodios. Para los veinte episodios finales, la serie recibió el título en pantalla Las Aventuras de Batman y Robin (The Adventures of Batman & Robin), que también se usó para repeticiones de episodios anteriores. Batman: The Animated Series ha sido constantemente clasificada como uno de los mejores programas de televisión animados jamás realizados. Ha sido aclamado por la crítica por su sofisticación, escritura madura, actuación de voz, banda sonora orquestada, ambición artística y fidelidad al material fuente. En su número de fin de año de 1992, Entertainment Weekly clasificó la serie como una de las mejores series de televisión del año.
En su libro de referencia, Batman: The Complete History, Les Daniels describió a The Animated Series como "tan cerca como cualquier declaración artística tiene para definir el aspecto de Batman para la década de 1990".
IGN enumeró The Animated Series como la mejor adaptación de Batman en cualquier lugar fuera de los cómics, y la segunda mejor serie animada de todos los tiempos (después de Los Simpson). La revista Wizard también lo ubicó en el segundo lugar entre los mejores programas de televisión animados de todos los tiempos (nuevamente después de Los Simpson).
Batman la serie animada presentó un gran índice de audiencia televisivo a nivel mundial casi insuperable durante toda la década de los 90'S y parte de la década de los 00'S siendo Los Simpson la única serie análoga de la décadas 90'S-00'S que compartía los mismos patrones de popularidad y niveles considerables de índice de audiencia.
Batman la serie animada cimentó al personaje como sombrío, fuerte, que transmitía terror a sus oponentes, en especial a los criminales. Esta serie originó el prototipo de Batman que se conoce hasta la actualidad y que es muy visible en juegos como la trilogía Batman: Arkham, o en las películas Batman Begins, Batman v Superman: Dawn of Justice y las nuevas películas animadas de Batman. La serie finalmente generó un programa de continuación, Las nuevas aventuras de Batman (The New Batman Adventures).
Fue elogiada por su complejidad temática, tono más oscuro, calidad artística, estética de Cine negro y modernización de los orígenes de la lucha contra el crimen de su personaje principal. IGN incluyó a Batman: La Serie Animada como la mejor adaptación de Batman en cualquier lugar fuera de los cómics, el mejor programa de televisión de historietas de todos los tiempos y la segunda mejor serie animada de todos los tiempos. La revista Wizard también lo clasificó como el número 2 de los mejores programas de televisión animados de todos los tiempos. TV Guide la clasificó como la séptima historieta más grande de todos los tiempos. El éxito generalizado llevó a la serie a ganar cuatro Premios Emmy, incluido el Programa Animado Destacado.
Fue la primera serie en la continuidad del Universo animado de DC Comics, generando más series animadas de televisión, cómics y videojuegos con la mayoría de los mismos talentos creativos. Su éxito en las clasificaciones y su aclamación crítica llevaron a la serie a engendrar dos largometrajes: Batman: la máscara del fantasma (lanzado a los teatros en 1993) y Batman & Mr. Freeze: SubZero (un lanzamiento directo a vídeo en 1998).
Forma parte del mismo universo de ficción que Superman: la serie animada, Static Shock, El Proyecto Zeta, Liga de la Justicia y Liga de la Justicia Ilimitada.

## Creación
La serie estuvo parcialmente inspirada por las películas Batman y Batman Returns del director Tim Burton y las aclamadas caricaturas teatrales de Superman producidas por Fleischer Studios a principios de la década de 1940. Al diseñar la serie, los creadores Bruce Timm y Eric Radomski emularon la "atemporalidad de otro mundo" de las películas de Burton, incorporando características del período tales como tarjetas de título en blanco y negro, aeronaves policiales (aunque no existía tal cosa, Timm ha declarado que la encontró para adaptarse al estilo del espectáculo) y un esquema de color "vendimia" con película negra florece.
El estilo visual de la serie se basó en la obra de arte de Radomski, así como los fondos góticos y la apariencia de Ciudad Gótica se basaron en los diseños iniciales establecidos por Radomski. Además, Radomski emitió una orden permanente al departamento de animación para que todos los fondos fueran pintados usando colores claros en papel negro (en contraposición al estándar de la industria de colores oscuros en papel blanco). La combinación visual distintiva de las imágenes y el diseño Art déco fue bautizada como "Dark Deco" por los productores.
Inicialmente la serie usaba como tema principal una variación del tema musical escrito por Danny Elfman para la películas de Burton como tema principal. Los capítulos siguientes usaban un tema musical nuevo, que sonaba más dramático y con menos fanfarria, escrito por Shirley Walker (colaboradora de Danny Elfman). La serie se estrenó en 1992, unos meses después del estreno de la película Batman Returns. Tuvo 85 episodios y finalizó en otoño de 1995.
La serie está más orientada a los adultos que a las caricaturas de superhéroes anteriores. Representa la violencia física directa contra los antagonistas, incluidas las armas de fuego realistas (aunque solo un personaje, el comisario Gordon, fue presentado con un disparado en el episodio "I Am the Night"). Por primera vez, los productores Timm y Radomski se encontraron con la resistencia de los ejecutivos del estudio, pero el éxito de la primera película de Burton permitió que la serie sobreviviera el tiempo suficiente para producir un episodio piloto, "On Leather Wings", que, según Timm, "consiguió mucha gente dándonos la espalda". Durante la producción de la serie, el productor Alan Burnett escribió un episodio silencioso (sin diálogo) titulado "Silent Night" (Noche silenciosa) para explorar más sobre la vida sexual de Batman, pero esto nunca se produjo. Burnett también tenía la intención de hacer un episodio con una vampiro que mordiera a Batman para chupar su sangre, pero los planes nunca se materializaron. Sin embargo, los niveles de censura disminuirían para cuando se lanzó la película animada de Batman: la máscara del fantasma.
La serie también es notable por su reparto de apoyo: varios actores conocidos proporcionaron voces para varios villanos clásicos, entre los que destaca Mark Hamill (anteriormente famoso por su papel como Luke Skywalker en la trilogía original de Star Wars), que luego tuvo éxito en voz actuando gracias a su retrato "alegremente trastornado" del Joker. El papel fue originalmente otorgado a Tim Curry, pero desarrolló bronquitis durante las sesiones de grabación iniciales. Las sesiones de grabación, bajo la supervisión del director de voz Andrea Romano, se grabaron con los actores juntos en un estudio en lugar de grabaciones separadas, como es típico. Este método se emplearía más tarde para todas las series subsiguientes en el universo animado DC. A Al Pacino se le atribuyó la voz de Dos Caras en la serie, pero rechazó la oferta. Otros actores notables incluyeron a Ron Perlman como Clayface, Roddy McDowall como el Sombrerero Loco, David Warner como Ra's al Ghul, y George Dzundza como el Ventrílocuo.
Una de las creaciones más conocidas de la serie es la asistente del Joker, Harley Quinn, que se hizo tan popular que DC Comics más tarde la agregó a la corriente principal de la continuidad del cómic de Batman. El pingüino experimentó un cambio para la serie; su aspecto fue remodelado después de la versión que se vio en Batman Returns, que estaba en producción simultáneamente con la primera temporada de la serie. Nueva vida también se le dio a los personajes menos conocidos de la serie como El Reloj Rey. Además, se hicieron cambios dramáticos a otros villanos como Clayface y Sr. Frío (Mr. Freeze), que pasó de ser un científico loco y truculento a un personaje trágico cuyo "frígido exterior "escondía" un amor condenado y una furia vengativa".

## Serie original
Los episodios originales, producidos por Bruce Timm y Eric Radomski, se emitieron por primera vez entre 1992 y 1995. En 1994, se renombró la serie, debido al inminente estreno de la película Batman Forever, como Las Aventuras de Batman y Robin (en el original The Adventures of Batman and Robin).
Fue tal el éxito de la serie original, que se creó una nueva serie basada en la original. La nueva serie se emitió por primera vez de 1997 a 1999 bajo el título Las nuevas aventuras de Batman, también conocida con el nombre de Batman: Gotham Knights, reflejando un elenco de héroes expandido que incluía a Batgirl y Nightwing, así como a un nuevo Robin, Tim Drake.
Esta nueva serie fue emitida junto con la serie creada en 1996: Superman: la serie animada en un mismo conjunto, conocido como Las nuevas aventuras de Batman/Superman (The New Batman/Superman Adventures).
En algunos países, la emisión de los episodios de Las nuevas aventuras de Batman se combinaban con los de Batman: la serie animada usando la misma secuencia introductoria, como consecuencia muchas fuentes las listaban incorrectamente como una sola serie en lugar de dos. Incluso la propia Warner Bros usó la misma secuencia en su comercialización en los sistemas blu-ray y DVD, vendiendo esta última serie como la quinta temporada del show original.
En 1999 el éxito de las series animadas continuó con Batman del futuro (1999-2001), luego con Static Shock (2001-2004) y El Proyecto Zeta (2001-2002), y por último Liga de la Justicia (2001-2004) y Liga de la Justicia Ilimitada (2004-2006). Posteriormente y hasta la actualidad han continuado surgiendo nuevas series animadas sobre Batman y el Universo DC, todas producidas por Warner Bros. Animation.

## Emisión

### Latinoamérica
En Latinoamérica, se estrenó en Warner Channel el 26 de diciembre del 1995 y se dejó de emitir en el canal el 29 de diciembre del 2000. Fue emitida en Cartoon Network del 18 de junio del 2004 al 23 de agosto del 2006.
En Venezuela, la segunda temporada se emitió por Venevisión del 23 de mayo al 26 de diciembre del 2004. En Ecuador, se emitió por Ecuavisa y Televen. En El Salvador, la primera temporada se emitió por TV Seis. En México, la primera temporada se emitió por el Canal de las Estrellas (del 29 de diciembre del 1993 al 30 de diciembre del 1999) y por el Canal 9, y la segunda temporada se emitió por la TV 12 desde principios del 2000 hasta el 2004. En Uruguay, la serie se emitió por Teledoce del 2001 al 2004, y la segunda temporada se emitió por el Canal 10 del 2008 al 2009. En Perú, la primera temporada se emitió por el Canal 4 del 1998 al 2000. En Argentina, la primera temporada se emitió por Telefe en 1993 y por Big del 1994 al 1997. En Costa Rica, la primera temporada se emitió por el Canal 6, y la serie se emitió por el Canal 4, por el Canal 6, y por el Canal 11. En Chile, se emitió por TVN, por UC13 del 2003 al 2005, y por Telecanal.

## Episodios y recepción crítica
| Temporada | Temporada | Episodios | Episodios | Emisión original         | Emisión original         |
| Temporada | Temporada | Episodios | Episodios | Primera emisión          | Última emisión           |
| --------- | --------- | --------- | --------- | ------------------------ | ------------------------ |
|           | 1         | 60        | 60        | 5 de septiembre de 1992  | 24 de mayo de 1993       |
|           | 2         | 10        | 10        | 13 de septiembre de 1993 | 23 de mayo de 1994       |
|           | 3         | 10        | 10        | 10 de septiembre de 1994 | 26 de noviembre de 1994  |
|           | 4         | 5         | 5         | 11 de septiembre de 1995 | 15 de septiembre de 1995 |

El 2009, el sitio web IGN.com nombró a Batman: la serie Animada como la segunda mejor serie animada de televisión de todos los tiempos, solo detrás de Los Simpson, la Revista Wizard también la clasificó # 1 entre los mejores shows animados de la televisión de todos los tiempos. El sitio web CraveOnline clasificó al programa #2 entre sus Top 5 de mejores cartoons de superhéroes, sólo detrás del cartoon Superman de Fleischer Studios de los años 1940.
Si el estilo de dibujo de la serie y el trato al héroe se basaron en los films de Tim Burton sobre Batman y en la serie Superman de Fleischer Studios, el trato de los aliados y de los supervillanos se acercó al de los cómics de los '70; época del "Batman definitivo" en donde escritores como Dennis O'Neil y Steve Englehart redefinieron y acentuaron a los personajes.
Algunos episodios de la serie, como «Nada que temer», «La búsqueda del demonio», «Dos Caras», «El pez sonriente», etc., son perfectas y prácticamente definitivas adaptaciones de los cómics del héroe. A su vez, episodios como «Corazón de hielo», mejoran la versión original del cómic, además de recibir un premio Emmy, reinventando al personaje del Sr. Frío, dejando atrás su imagen de villano cómico obsesionado con el frío para convertirlo en uno serio y con un trasfondo trágico. Lo mismo ocurrió con «La venganza de Robin», ganador del premio Emmy al mejor programa animado de menos de una hora en 1993, capítulo que se considera una de las historias más maduras e icónicas acerca del origen de Robin.

### Adaptaciones de cómics
La serie incluyó muchas historias basadas en cómics. La siguiente es una lista de algunos capítulos que fueron adaptaciones de cómics:
- "El extraño secreto de Bruce Wayne" fue basado en la historia "Muerto, sin embargo Vivo" de Detective Comics # 471 de agosto de 1977 y "Yo soy Batman" de Detective Comics #472 de septiembre del mismo año, escritas por Steve Englehart.

- "La Conspiración de la Capa y la Capucha" era la adaptación de "La trampa mortal de la Capa y la Capucha" de Detective Comics # 450 de agosto de 1975 escrita por Elliot S. Maggin.

- "Sueños en la Oscuridad" tiene sus bases en "El Último Arkham" de Alan Grant y en "Miedo en Venta" de Mike W. Barr. Este último cómic, además, sirvió de base para la historia principal de la película Batman Begins.

- "Luna de Lobo" se basa en la historia del mismo nombre escrita por Len Wein en Batman # 255 de abril de 1974.

- El episodio a dos partes "La Búsqueda del Demonio" está basado en las historias "Hija del Demonio" de Batman # 232 de junio de 1971 y "El Demonio Renace" en Batman # 244 de septiembre de 1972; escritas por Dennis O'Neil. Esta historia es famosa por ser la primera aparición de Ra's Al Ghul.

- "Desequilibrio", famoso por ser la primera aparición de Talia Al Ghul; es la adaptación directa de "Batman: En la cueva de los comerciantes de la Muerte" de Detective Comics # 411 de mayo de 1971, escrita por Dennis O'Neil.

- "Dos Caras" se basa tanto en Detective Comics N° 66 (1942) de Bill Finger, como en "El Ojo del Observador" (Batman Annual N.º 14 1990) de Andrew Helfer.

- El episodio "El Pez Sonriente" se basa en tres cómics de Batman, mezclados entre sí; "Las cinco venganzas del Joker" de Batman # 251 de septiembre de 1973 escrita por Dennis O'Neil, seguida de "El pez sonriente" de Detective Comics # 475 de febrero de 1978 y "La señal del Joker!" de Detective Comics # 476 de marzo de 1978, escritas por Steve Englehart.

- La primera parte de "El ajuste de cuentas de Robin" tiene sus bases en el Detective Comics # 38 de junio de 1940.

- "Una bala para Bullock" se basa en la historia del mismo nombre de Detective Comics # 651 de octubre de 1992 escrita por Chuck Dixon

### Episodio perdido
Un vídeo de dieciséis minutos en el videojuego Las Aventuras de Batman y Robin desarrollado para el Sega Mega-CD, es referido por algunas personas como el "episodio perdido" de la serie.

## Personajes
Nuevos villanos como Red Claw, Mary Louise Dahl ("Baby-Doll"), Kyodai Ken, Tygrus y Sewer King fueron inventados para la serie, pero con poca aclamación. Por otro lado, el cómplice del Joker, Harley Quinn, la detective de la policía de Gotham City, Renee Montoya, el vigilante Lock-Up y el exactor Simon Trent alcanzaron tal popularidad que se convirtieron en personajes de los cómics. Los villanos más viejos que eran menos conocidos por los cómics, como Count Vertigo, Mirror Man y Clock King, fueron modificados para la serie tanto en apariencia como en personalidad. La serie también es la primera en sugerir que Harvey Dent tenía una doble personalidad preexistente antes de convertirse en Two-Face. Esta idea vino de Alan Burnett, uno de los productores y escritores principales de la serie. 
Además de crear personajes que pasaron a la línea principal de DC Comics, varias de las reinterpretaciones de la serie también se transfirieron. Freeze fue revisado en los cómics para emular la trágica historia de la serie, cuyo éxito realmente obligó a DC a traer de vuelta al personaje después de "matarlo" unos años antes. Clayface fue revisado para ser mucho más similar en apariencia a su contraparte animada; y el traje de dos caras en blanco y negro se ha convertido en una apariencia común para el personaje.

### Bruce Wayne / Batman
A la edad de ocho años, Bruce Wayne, hijo de filántropos multimillonarios, fue testigo del asesinato de sus padres, Thomas y Martha, durante un atraco en la calle. El evento lo dejó traumatizado y mentalmente marcado por el resto de su vida. Esto dejó a Bruce a cargo del mayordomo de su familia, Alfred Pennyworth. Con los años, Bruce convirtió lentamente el dolor y el trauma que sufrió en un combustible ardiente para una obsesión de por vida, mientras se sometía a un riguroso entrenamiento en acondicionamiento mental y físico, artes marciales, criminología, ciencias, caza de hombres, medicina forense, trabajo de detective, métodos de interrogatorio. e intimidación, para los próximos años de su vida.
Después de observar el crimen desenfrenado y la corrupción en Gotham City, eligió lidiar con la ola delictiva en Gotham a su manera, utilizando sus años de entrenamiento y haciendo un juramento para dedicar toda su vida a combatir el crimen, en un intento por vengar el asesinato de sus padres y usar su dolor y sufrimiento para impulsarlo a hacer el bien, mientras se guía por su código moral forzado para nunca matar y abstenerse de utilizar armas de fuego. Inspirado por la presencia de los murciélagos, su miedo de la infancia, que solía presentarse en su casa, Bruce eligió asumir el alias de The Batman, un vigilante temido, casi mítico y enmascarado.
Uno de los cambios más notables realizados en The Animated Series es el tratamiento del alter ego de Batman, Bruce Wayne. En casi todos los demás medios, incluidos los cómics, los programas de televisión y las películas, Bruce reproduce deliberadamente su imagen como un playboy multimillonario vacío, absorto y no demasiado brillante. En The Animated Series, su personaje es asertivo, exteriormente inteligente y participa activamente en la gestión de Wayne Enterprises, sin poner en peligro su identidad secreta.
Kevin Conroy usó diferentes voces para distinguir entre su interpretación de Bruce Wayne y Batman, una táctica utilizada anteriormente por Michael Keaton en las películas de acción en vivo de Tim Burton. Conroy basó su actuación de doble voz en la adaptación cinematográfica de 1934 de The Scarlet Pimpernel. 

### Dick Grayson/Robin (I)/ Nightwing
La historia de Dick Grayson comenzó en un circo. Al crecer, Dick era un artista de circo. Viajó por el país con su madre, Mary, y su padre, John, actuando como "los Flying Graysons", una compañía de trapecio de fama mundial que actuó con Haly's Circus. Finalmente, las cosas empeoraron. El circo estaba listo para actuar en Gotham y se estaba creando cuando un mafioso llamado Tony Zucco se acercó al Sr. Haly e intentó extorsionarlo a cambio de dinero de protección. Cuando Haly se negó a pagar, Zucco tomó represalias haciendo que sus matones sabotearan el trapecio del circo con ácido. En este momento, John y Mary estaban listos para comenzar su acto. En medio de su actuación, los cables manipulados se rompieron y los enviaron en picada a la muerte justo ante los ojos de Dick. Bruce Wayne estuvo presente para presenciar el incidente y rápidamente entró en acción como Batman durante el caos. Habiendo tenido la experiencia y el trauma de haber quedado huérfano de repente, violentamente, Bruce decidió tomar a Dick bajo su protección para poder vengar los asesinatos de los Grayson. Después de una serie de entrenamientos intensos, Dick comenzó a hacer un disfraz y una identidad de superhéroe para sí mismo. Inspirándose en el pájaro favorito de su madre y su héroe de cuento popular favorito, Robin Hood, Dick eligió el nombre de "Robin", y se convirtió oficialmente en el compañero de Batman, creando así el dúo dinámico.
La serie también redefinió el Robin original, Dick Grayson. Si bien gran parte del pasado de Dick sigue siendo el mismo, su disfraz de Robin se moderniza con mangas cortas y medias largas, exactamente como el atuendo original de Robin de Tim Drake, pero con un símbolo "R" sin cursiva. Además, a Dick se le da una personalidad más seria y madura para que coincida con el tono de la serie. El episodio "Batgirl Returns" establece que Dick y Barbara Gordon asisten a la misma universidad y que tienen una atracción romántica mutua, pero ninguno conoce la identidad secreta del otro. Su relación es uno de los elementos de la trama de la película Batman & Mr. Freeze: SubZero.
Finalmente, acaba enfrentado con Batman (se reconcilian posteriormente) abandonando su puesto de Robin y la mansión Wayne, por oponerse a los métodos usados por el primero para la extracción de información a informantes, y al darse cuenta de las manipulaciones a las que ha sido sometido, creando su propio alter ego independiente, Nightwing.

### Barbara Gordon/Batgirl
Barbara Gordon es vista por primera vez en el "Heart of Steel" de dos partes, donde se convence de que su padre es un impostor. Ella hace su primera aparición como alter ego Batgirl en "Shadow of the Bat", después de que su padre, el comisionado Gordon, es arrestado bajo cargos de corrupción. Su disfraz de Batgirl es exactamente el mismo de The Adventures of Batman y la Edad de Bronce de los cómics, luciendo el mismo traje gris, capa azul y capucha y símbolo de murciélago amarillo y cinturón de utilidad, pero con guantes azules y botas para reflejar el traje de Batman. en lugar de los amarillos. Ella hace varias apariciones a lo largo de la serie, y asiste a la misma universidad que Dick Grayson, aunque ninguno de los dos conoce el alter ego de lucha contra el crimen del otro. En "Batgirl Returns", Barbara en realidad hace un trato de alto el fuego con Catwoman, y trabajan juntos para resolver el caso de la falta de valiosas estatuas de gatos mientras Batman está fuera. Todas las apariciones de Barbara / Batgirl están en episodios escritos por Brynne Stephens.

### Tim Drake/Robin (II)
En The New Batman Adventures, Tim Drake se convirtió en la segunda persona en portar el manto de Robin tras estar el puesto vacante por la marcha de Grayson (narrada en el episodio "Old wounds" de este mismo programa). Tim era hijo de un matón llamado Steven Drake. Trabajó para el señor del crimen Two-Face durante bastante tiempo. El padre de Tim nunca estuvo realmente cerca, así que pasó la mayor parte de su tiempo idolatrando a Batman e incluso poniendo recortes de sus acciones en la pared. El padre de Tim comenzó a tener problemas con Two-Face. Cuando se cruzó con él, Steven huyó de la ciudad, dejando a su hijo una nota y una llave de un casillero en el aeropuerto de Gotham City. Two-Face se enteró de la llave y fue tras Tim. Esto lo llevó a secuestrarlo y casi ejecutarlo, pero Batman pudo llegar allí y rescatarlo de Two-Face. Más tarde, descubrieron que Steven fue asesinado fuera de Gotham. Sin nadie más para cuidar a Tim, Bruce decidió adoptarlo y entrenarlo en varias artes marciales, lo que llevó a Tim a convertirse en Robin y hacerse cargo (sustituyendo a Dick Grayson, el Robin original, quien adopta la identidad de Nightwing) de la identidad del compañero de Batman. Es un Robin más joven y de menor estatura física que el primero, y su traje es diferente al de este. El final de este Robin se narra en la película Batman del futuro: El regreso del Joker.

### El Joker
Aunque el origen del Joker nunca se mostró, parte de su pasado se vio en la película Batman: Mask of the Phantasm. En flashbacks, se lo muestra antes de su accidente, pero no se lo menciona por su nombre. Su verdadero nombre, Jack Napier, se estableció previamente en los episodios "Sueños en la oscuridad" cuando lo pronuncia el Dr. Bartholomew y en "Joker's Wild", donde está escrito en un dossier. Comenzó como chofer y asesino a sueldo para la tríada de la mafia de Salvatore Valestra, Buzz Bronski y Chuckie Sol. Dos veces en ocasiones separadas, Jack vio a Bruce Wayne e intercambió miradas años antes de que se enfrentaran como Joker y Batman.
Años más tarde, después de que la mafia de Valestra se hubiera separado, Napier se fue por su cuenta y formó una pequeña pandilla. La noche en que irrumpieron en la Planta Química ACE marcaría la primera vez que el pre Joker se encontraría con Batman. Durante su pelea, Jack se cayó de una pasarela y se metió en una tina de drenaje de productos químicos. Fue arrastrado a la bahía y descubrió que los químicos blanquearon su piel con tiza blanca, se tiñó el cabello de verde, se tiñó los labios de rojo dejándolos en una sonrisa rictus permanente y tiñó su traje de púrpura. Todo esto rompió su mente ya sádica y lo condujo a la locura eterna. Se reinventó a sí mismo como el Joker, el mayor enemigo de Batman y el criminal disfrazado más peligroso de Gotham City.
El uso de este origen se debió a que el programa estaba muy modelado después del éxito y el tono influyente de Batman. Sin embargo, cuando comenzó The New Batman Adventures, durante la era de las películas de Joel Schumacher, se retuvo el origen de Joker, pero su identidad se reconsideró como simplemente uno de los muchos alias como se ve en el final de la serie "Beware the Creeper". Esto reflejó los esfuerzos de los escritores para volver a alinear al personaje con sus múltiples orígenes conflictivos de los cómics.

### Otros personajes
Algunos de los otros antagonistas que aparecieron en la serie incluyeron personajes como Hiedra Venenosa, Catwoman, Enigma, Dos Caras, El Sombrerero Loco, Ra's al Ghul, Talia al Ghul, Man-Bat, El Pingüino, El Espantapájaros, Killer Croc, Bane, El Ventrílocuo y su muñeco Scarface, Hugo Strange, Rupert Thorne y Tony Zucco. Los amigos y aliados de Batman presentados en el programa no mencionado anteriormente incluyen Alfred Pennyworth, Harvey Bullock, el Fantasma Gris (un personaje original creado por la serie para retratar al héroe de la infancia de Bruce Wayne y la inspiración para luchar contra el crimen), Lucius Fox y Leslie Thompkins.

## Reparto

### Personajes principales
| Personaje                            | Voz                                                 | Doblaje Latinoamérica | Doblaje España                                 |
| ------------------------------------ | --------------------------------------------------- | --- | ---------------------------------------------- |
| Bruce Wayne / Batman                 | Kevin Conroy                                        | Jesús Lista (ep. 1-29, 31-32, 35-42, 46, 48-50 y 62) Framk Maneiro (ep. 30, 33-34, 44-45, 47, 51-61 y 63-85) y 2ª. serie | Fernando de Luis                               |
| Dick Grayson / Robin                 | Lorin Lester                                        | Antonio Delli 1ª.-2ª. serie (ep. 16-17 y 22) Carlos Arraiz 2ª. serie (ep. 2, 5, 7 y 12)                                  | Rafa Romero                                    |
| Alfred Pennyworth                    | Clive Revill (eps. 1-3) Efrem Zimbalist Jr. (resto) | Alí Rondón | Eduardo Moreno                                 |
| Barbara Gordon / Batgirl             | Melissa Gilbert                                     | Elena Prieto (temp. 1) Claudia Nieto (temp. 2)                                                                           | Marta García (1ª voz) Yolanda Quesada (2ª voz) |
| Comisionado Gordon /Comisario Gordon | Bob Hastings                                        | Alberto Arvelo | Felix Acaso                                    |
| Harvey Bullock                       | Robert Costanzo                                     | Daniel Jiménez (temp. 1) Luis Pérez Pons (temp. 2)                                                                       | Enrique Jordá                                  |

### Personajes secundarios
| Personaje      | Voz                                            | Doblaje Latinoamérica | Doblaje España  |
| -------------- | ---------------------------------------------- | --- | --------------- |
| Summer Gleason | Mari Devon                                     | ¿? (temp. 1) María Teresa Hernández (temp. 2)                                                                               | Amparo Valencia |
| Alcalde Hill   | Lloyd Bochner                                  | Ricardo Mirabal Orlando Noguera (eps. 73)                                                                                   | Luis Gaspar     |
| Renee Montoya  | Ingrid Oliu (temp. 1) Liane Schirmer (temp. 2) | Edylu Martínez | Licia Alonso    |
| Lucius Fox     | Brock Peters Mel Winkler                       | Roberto Colmenares 1ª.-2ª. serie Ricardo Mirabal (eps. 44) Juan Guzmán (ep. 50) Moisés Ramos 2ª. serie ¿? 2ª. serie (ep. 9) | ¿?              |
| Talia al Ghul  | Mari Devon                                     | Ivette Harting (†) | ¿?              |

### Villanos recurrentes
| Personaje                          | Voz              | Doblaje Latinoamérica                                                | Doblaje España                                           |
| ---------------------------------- | ---------------- | -------------------------------------------------------------------- | -------------------------------------------------------- |
| Joker                              | Mark Hamill      | Rubén León                                                           | Luis Bajo                                                |
| Selina Kyle / Catwoman             | Andriene Barbeau | Lilo Schmid                                                          | Paloma Escola                                            |
| Harleen Quinzel / Harley Quinn     | Arleen Sorkin    | Elena Prieto Carmen Olarte (eps. 46 y 56)                            | Mar Bordallo (1ª voz) Isabel Fernández Avanthay (2ª voz) |
| Harvey Dent / Dos Caras            | Richard Moll     | Rolando Felizola                                                     | José Luis Angulo                                         |
| Oswald Cobblepot / El Pingüino     | Paul Williams    | Juan Guzmán                                                          | Juan Perucho                                             |
| Pamela Isley / Poison Ivy          | Diane Pershing   | Astrid Fernández                                                     | Rosa María Belda                                         |
| Ra's al Ghul                       | David Warner     | Gonzalo Camacho (eps. 50) Rafael Monsalve (eps. 59 y 63) ¿? (ep. 69) | Julio Núñez                                              |
| Jonathan Crane / El Espantapájaros | Henry Polic II   | Armando Volcanes Frank Carreño (eps. 81-82)                          | Francisco Vaquero                                        |
| Sombrerero Loco                    | Roddy Mc Dowall  | ¿? (temp. 1) José Gómez (temp. 2)                                    | Ángel Egido                                              |
| Dr. Victor Fries / Mr. Freeze      | Michael Ansara   | Rubén León (eps. 14) Esteban García (eps. 84)                        | Gonzalo Durán                                            |
| Matt Hagen / Clayface              | Ron Perlman      | Rolando Felizola                                                     | Héctor Cantolla                                          |
| Rey Reloj                          | Alan Rachins     | José Gómez (eps. 25) Alfredo Sandoval (eps. 73)                      | Luis Mas                                                 |

### Doblaje al español para Hispanoamérica
Para el doblaje al español en América, la empresa de doblaje venezolana Etcétera Group optó por utilizar los mismos nombres que la compañía mexicana CINSA en la década de 1960 para la comedia de Adam West, cambiando los nombres de los clásicos personajes de DC Comics por los de "Bruno Díaz" (Bruce Wayne), "Ricardo Tapia" (Dick Grayson), "Batichica" (BatGirl), "El Guasón" (El Joker), etc.

### Doblaje al español para España
El doblaje al español de España se realizó únicamente en la primera serie ("TAS" y "Las aventuras de Batman y Robin") siendo inexistente en el caso de la segunda ("Las nuevas aventuras de Batman") que nunca llegó a emitirse en las televisiones del país europeo. A día de hoy continúa sin ser doblada ni emitida en dicho país, aunque tanto Batman como Robin II fueron doblados en sus apariciones en la serie "Superman: la serie animada" siendo interpretados por Fernando de Luis y Pilar Ferrero respectivamente.
En 2024 la plataforma de streaming Amazon prime adquirió los derechos de la serie para su emisión, llegando a doblar al castellano y con algunas de las voces originales, la segunda serie ("Las nuevas aventuras de Batman"), quedando así por fin doblada en su la totalidad al castellano.

## Películas conectadas a la serie
- Batman: la máscara del fantasma de 1993 y dirigida por Bruce Timm - basada en la serie animada; la película comenzó la producción como un lanzamiento directo a vídeo, pero finalmente se convirtió en una versión teatral.[32] Aunque la película no fue un éxito financiero en su lanzamiento inicial, ganó elogios generalizados y desde entonces se ha convertido en un éxito comercial a través de sus diversos lanzamientos de videos caseros.[33]
- Batman & Mr. Freeze: SubZero de 1998 dirigida por Boyd Kirkland - fue una película lanzada directo a vídeo, que se trasmitiría en conjunto con la película de 1997 Batman y Robin. La publicación de SubZero se retrasó hasta el año siguiente, presentándose en 1998.[34]

### Otras versiones
- Batman: Caped Crusader (spin off)